# 綠地詩社
綠地詩社是台灣現代詩社，發行《綠地》詩刊。該社於1975年12月25日成立，主要成員都是南台灣的詩人，有傅文正、陌上塵、喬洪、履彊、蔡忠修、謝武彰、艾靈、紀海珍、雪柔、莊渝、葉隱、陳煌、陳炫煌、靈歌等人。這些人大多是台灣南部的詩人。

《綠地》沒有提出什麼特別醒目的主張或詩學理論，成員在詩刊〈本刊徵求同仁啟事〉一文，低調地訴說成立該社的願望，他們說：「我們是詩壇的小兵，所持握的只有一股憨直的熱忱；我們深知：囂叫與標榜，不能呼出燦然的詩句，無知與狂妄，只能使詩逐漸死亡。『綠地』的願望是『使沙漠皆植草茵，使旅行者不再感覺乾涸與饑渴』。我們不想標榜一些什麼，只需要多學習和努力。」。可惜，詩社後來還是面臨解散的命運。

《綠地》詩刊共出了12期，第11期為「中國當代青年詩人大展專號」。

## 資料來源
1. ↑  彭瑞金/著，《台灣新文學運動40年》，高雄市：春暉出版社，2004年9月再版，頁195。
2. ↑  趙天儀/著，《台灣文學的週邊》，台北縣：富春文化，2000年初版，頁110。